# Cristina di Baden-Durlach
Cristina di Baden-Durlach (22 aprile 1645 – 21 dicembre 1705) è stata una principessa tedesca.
È stata margravia consorte di Brandeburgo-Ansbach, ed in seguito duchessa consorte di Sassonia-Gotha-Altenburg.

## Biografia
Cristina era figlia del margravio Federico VI e di sua moglie, la contessa palatina Cristina Maddalena del Palatinato-Zweibrücken-Kleeburg.
Venne data in sposa, la prima volta, ad Alberto II di Brandeburgo-Ansbach. Questi morì nel 1667, lasciandola vedova. In seconde nozze sposò, nel 1681, il duca Federico I di Sassonia-Gotha-Altenburg, dopo che in quello stesso anno anch'egli era rimasto vedovo. Non ebbe figli né dal primo, né dal secondo marito.

## Ascendenza
|                                                        |                                       |                                     | Genitori                            |  |  | Nonni |  |  | Bisnonni                          |  |  | Trisnonni                 |  |
|                                                        |                                       |                                     |                                     |  |  |       |  |  | Giorgio Federico di Baden-Durlach |  |  | Carlo II di Baden-Durlach |  |
|                                                        |                                       |                                     |                                     |  |  |       |  |  | Giorgio Federico di Baden-Durlach |  |  | Carlo II di Baden-Durlach |  |
|                                                        |                                       | Anna di Valdenz                     |                                     |  |  |       |  |  | Giorgio Federico di Baden-Durlach |  |  |                           |  |
| Federico V di Baden-Durlach                            |                                       |                                     |                                     |  |  |       |  |  | Giorgio Federico di Baden-Durlach |  |  |                           |  |
|                                                        |                                       | Giuliana di Salm-Neuville           | …                                   |  |  |       |  |  |                                   |  |  |                           |  |
|                                                        |                                       | Giuliana di Salm-Neuville           | …                                   |  |  |       |  |  |                                   |  |  |                           |  |
|                                                        |                                       | Giuliana di Salm-Neuville           | …                                   |  |  |       |  |  |                                   |  |  |                           |  |
| Federico VI di Baden-Durlach                           |                                       | Giuliana di Salm-Neuville           |                                     |  |  |       |  |  |                                   |  |  |                           |  |
|                                                        |                                       | Federico I di Württemberg           | Giorgio I di Württemberg-Mömpelgard |  |  |       |  |  |                                   |  |  |                           |  |
|                                                        |                                       | Federico I di Württemberg           | Giorgio I di Württemberg-Mömpelgard |  |  |       |  |  |                                   |  |  |                           |  |
|                                                        |                                       | Federico I di Württemberg           | Barbara d'Assia                     |  |  |       |  |  |                                   |  |  |                           |  |
| Barbara di Württemberg                                 |                                       | Federico I di Württemberg           |                                     |  |  |       |  |  |                                   |  |  |                           |  |
|                                                        |                                       | Sibilla di Anhalt                   | Gioacchino Ernesto di Anhalt        |  |  |       |  |  |                                   |  |  |                           |  |
|                                                        |                                       | Sibilla di Anhalt                   | Gioacchino Ernesto di Anhalt        |  |  |       |  |  |                                   |  |  |                           |  |
|                                                        |                                       | Sibilla di Anhalt                   | Agnese di Barby-Mühlingen           |  |  |       |  |  |                                   |  |  |                           |  |
| Cristina di Baden-Durlach                              |                                       | Sibilla di Anhalt                   |                                     |  |  |       |  |  |                                   |  |  |                           |  |
|                                                        | Giovanni I del Palatinato-Zweibrücken | Volfango del Palatinato-Zweibrücken |                                     |  |  |       |  |  |                                   |  |  |                           |  |
|                                                        | Giovanni I del Palatinato-Zweibrücken | Volfango del Palatinato-Zweibrücken |                                     |  |  |       |  |  |                                   |  |  |                           |  |
|                                                        | Giovanni I del Palatinato-Zweibrücken | Anna d'Assia                        |                                     |  |  |       |  |  |                                   |  |  |                           |  |
| Giovanni Casimiro del Palatinato-Zweibrücken-Kleeburg  | Giovanni I del Palatinato-Zweibrücken |                                     |                                     |  |  |       |  |  |                                   |  |  |                           |  |
|                                                        |                                       | Maddalena di Jülich-Kleve-Berg      | Guglielmo di Jülich-Kleve-Berg      |  |  |       |  |  |                                   |  |  |                           |  |
|                                                        |                                       | Maddalena di Jülich-Kleve-Berg      | Guglielmo di Jülich-Kleve-Berg      |  |  |       |  |  |                                   |  |  |                           |  |
|                                                        |                                       | Maddalena di Jülich-Kleve-Berg      | Maria d'Austria                     |  |  |       |  |  |                                   |  |  |                           |  |
| Cristina Maddalena del Palatinato-Zweibrücken-Kleeburg |                                       | Maddalena di Jülich-Kleve-Berg      |                                     |  |  |       |  |  |                                   |  |  |                           |  |
|                                                        |                                       | Carlo IX di Svezia                  | Gustavo I di Svezia                 |  |  |       |  |  |                                   |  |  |                           |  |
|                                                        |                                       | Carlo IX di Svezia                  | Gustavo I di Svezia                 |  |  |       |  |  |                                   |  |  |                           |  |
|                                                        |                                       | Carlo IX di Svezia                  | Margherita Leijonhufvud             |  |  |       |  |  |                                   |  |  |                           |  |
| Caterina di Svezia                                     |                                       | Carlo IX di Svezia                  |                                     |  |  |       |  |  |                                   |  |  |                           |  |
|                                                        |                                       | Anna Maria di Wittelsbach-Simmern   | Ludovico VI del Palatinato          |  |  |       |  |  |                                   |  |  |                           |  |
|                                                        |                                       | Anna Maria di Wittelsbach-Simmern   | Ludovico VI del Palatinato          |  |  |       |  |  |                                   |  |  |                           |  |
|                                                        |                                       | Anna Maria di Wittelsbach-Simmern   | Elisabetta d'Assia                  |  |  |       |  |  |                                   |  |  |                           |  |
|                                                        |                                       | Anna Maria di Wittelsbach-Simmern   |                                     |  |  |       |  |  |                                   |  |  |                           |  |